# 共產黨人自首法
《共產黨人自首法》於1928年10月20日以國民政府令公布施行，全文共九條。

## 內容
該法規定：對於「共產黨人未曾在共產黨執行重要職務並無暫行反革命治罪法第二條至第六條犯罪行為於發覺前自首者」，「共產黨人犯有暫行反革命治罪法第二條至第六條之罪於發覺前自首者，「共產黨人檢舉其他共產黨人者」，「共產黨人於其犯罪行為之一部分發覺後自首未經發覺餘罪者」，可免除其刑或減免其刑。此外對執行期間自首人的保釋、交保及移送反省院等亦作出明文規定。
該法企圖為專對共產黨人進行分化瓦解的一種措施，1930年4月26日，1935年7月25日經國民政府令分別修正該法中自首者的量刑，自首人的移送及自首案件的審查方式等項內容。